# Менелай Александрійський
Менелай Александрійський або Менелай з Александрії (дав.-гр. Μενέλαος ὁ Αλεξανδρεύς, близько 70–140 н. е.) був грецьким математиком і астрономом, першим, хто вказав на аналогічність геодезичних ліній на вигнутій поверхні та прямих ліній.

## Життя і роботи

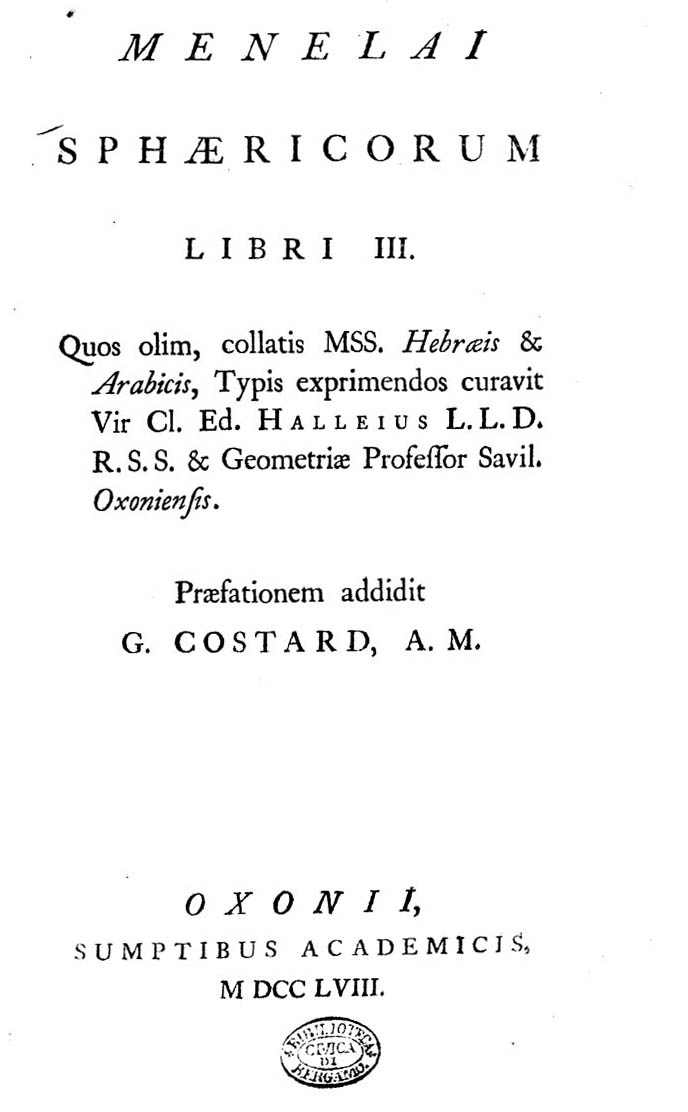
Sphaericorum libri tres

Хоча й дуже мало відомо про життя Менелая, припускається, що він жив у Римі, куди переїхав з Александрії. Менелаєм з Александрії його називали Папп Александрійський та Прокл Діадох.
Клавдій Птолемей (друге сторіччя н. е.) також згадує в своїй праці Альмагест (VII.3), два астрономічних спостереження зроблених Менелаєм у Римі в січні 98 року. Це було покриття зорі Спіка та зорі Акраб Місяцем. Птолемей використав ці спостереження для підтвердження прецесії рівнодення, феномен відкритий Гіппархом у другому сторіччі до н. е.
Головний твір Менелая — «Сферика» в трьох книгах. Його грецький оригінал втрачений, і зміст відомий завдяки арабським, а також подальшим повторним латинським та єврейським перекладам. В першій книзі дається визначення сферичного трикутника і пов'язаних з ним понять. В другій книзі розглядаються властивості системи паралельних кіл на поверхні сфери при перетинанні їх різними великими колами. Ця книга опирається на «Сферику» Феодосія з Віфінії. Третій книзі передують леми о складених співвідношеннях, на яких базуються подальші доведення. Це книга відкривається теоремою про повний чотирибічник (відомій також як «теорема шістьох величин» або «теорема про трансверсалі»). Вона доводиться спочатку для плоского випадку, а потім переноситься центральним проектуванням на сферу. При цьому Менелай формулює її сферичний варіант не на мові співвідношень синусів, як це почали робити згодом Абу Наср Мансур та інші математики країн ісламу, а на мові співвідношень хорд.
Менелаєм були написані твори, що не збереглися донині, «Про обчислення хорд» в 6 книгах, «Начала геометрії» в 3 книгах, «Книга про трикутник», «Книга про заходи знаків зодіаку».
Менелай також вивчав криві вищих порядків.
Менелаю належала «Книга про поділ складених тіл», присвячена визначенню питомої ваги тіл. Цю книгу цитував ал-Хазіні в своїй «Книзі терезів мудрості».